# Rhéine
La rhéine, ou acide cassique, est un composé organique du groupe des anthraquinones obtenu à partir de la rhubarbe. On la trouve notamment chez des espèces telles que Rheum undulatum (en), Rheum palmatum (en) et Senna reticulata (en). Comme tous les composés de cette nature, elle agit chez l'homme comme cathartique (en), raison pour laquelle la rhubarbe a longtemps été utilisée comme laxatif. Elle entre dans la composition d'hétérosides tels que le rhéine-8-glucoside, ou glucorhéine, qui sont responsables de cet effet laxatif.
La rhéine possède également une activité antibactérienne contre le staphylocoque doré (Staphylococcus aureus). Une certaine synergie a pu être mise en évidence entre la rhéine d'une part et l'oxacilline et l'ampicilline, des antibiotiques, d'autre part.